# Ванта (Телавский муниципалитет)
Ванта (груз. ვანთა) — село в Грузии, в муниципалитете Телави края Кахетия.

## География
Село расположено в западной части края, в 13 километрах по прямой к юго-востоку от центра муниципалитета Телави. Высота центра — 600 метров над уровнем моря.

## Население
По данным переписи населения 2014 года, в селе проживало 937 человек.
| год  | население |
| ---- | --------- |
| 2002 | 1165      |
| 2014 | 937       |

## Экономика
В окрестностях села культивируются виноградники: село входит в базу производства вина Цинандали.